# Zisterzienserinnenabtei L’Amour-Dieu
Die Zisterzienserinnenabtei L’Amour-Dieu war von 1232 bis 1791 ein Kloster der Zisterzienserinnen zuerst in Troissy, Kanton Dormans, ab 1763 in Montmirail, einer Gemeinde im Département Marne in Frankreich.

## Geschichte
Durch Umwandlung eines zwischen Château-Thierry und Épernay südlich der Marne beim heutigen Troissy bereits existierenden Siechenheims stiftete 1232 ein örtlicher Adeliger das Nonnenkloster Amour-Dieu (lateinisch: Amor Dei „Gottesliebe“), das auf Betreiben des Bischofs von Soissons, Jacques de Bazoches, unterstützt von Blanka von Kastilien, 1240 zisterziensisch wurde. 1763 wechselte der Konvent nach Montmirail-Bouquigny in das leerstehende benediktinische Priorat Mont-Dieu. Dort wurde er 1791 durch die Französische Revolution aufgelöst. In Troissy sind heute (westlich des Ortskerns) wenige Gebäudereste Teil eines Landwirtschaftsbetriebs am Zufahrtsweg „L’Amour-Dieu“.

### Handbuchliteratur
- Laurent Henri Cottineau: Répertoire topo-bibliographique des abbayes et prieurés. Bd. 1. Protat, Mâcon 1939–1970. Nachdruck: Brepols, Turnhout 1995. Spalte 89.
- Bernard Peugniez: Le Guide Routier de l’Europe Cistercienne. Editions du Signe, Straßburg 2012, S. 128.